# マジすか学園0 木更津乱闘編
『マジすか学園0 木更津乱闘編』（マジすかがくえんゼロ きさらづらんとうへん）は、2015年11月29日（28日深夜）に、日本テレビで放送されたHKT48と氣志團が出演する学園ドラマである。また、動画配信サービスのHuluにて2015年11月24日より先行配信されている。当作品はマジすか学園シリーズの第6作目であり、同シリーズの番外編である。

## 概要
時間軸としては、マジすか学園シリーズの4作目『マジすか学園4』の前日譚で、同作の主人公・さくら（宮脇咲良）が馬路須加女学園に転校する前のエピソード。さくらが1年生という描写があるので「マジすか学園4」（2年生・秋）の約1年前の話ということになる。他のマジすか学園シリーズと違い、単発ドラマである。
舞台は氣志團のふるさとである千葉県の木更津市。HKT48は、九州の「志恵唐鹿（しぇからしか）女子商業」の生徒という設定（「しぇからしか」とは、HKT48の本拠地・福岡県を中心とする九州地方の方言で「うるさい・やかましい」の意味を持つ）。「志恵唐鹿女子商業」と、氣志團率いる「木更津ヤンキー軍団」が、千葉・木更津を舞台に“マジ”でぶつかり合う青春乱闘物語。

## ストーリー
九州・博多の志恵唐鹿女子商業の吹奏楽部「チームどんたく」に所属するさくら（宮脇咲良）とカツゼツ（兒玉遥）は、最強のヤンキー2人組としてその名を轟かせていた。志恵唐鹿女子商業は千葉県の木更津に修学旅行に旅立つが、木更津の街はショウ（綾小路翔）率いるヤンキー軍団が支配していた…。

## 出演

### 志恵唐鹿女子商業
アゲマン
演 - 指原莉乃
吹奏楽部「チームどんたく」七代目部長。社会人と思われる男性と同棲している。他メンバーとは離れ単独行動を取っており、修学旅行のバスにも同乗していない。馬路須加女学園チームホルモンのリーダー「ヲタ」とは同一人物。東京の学校（馬路須加女学園）で問題を起こして追われるように博多に転校したが、志恵唐鹿女子商業では頂点（てっぺん）争いを征した（なおさくらは後日譚となる『4』まで無敗なため、この頂点争いには関与しておらずアゲマンとも戦っていないことが分かる）。制服は上下とも丈が短く、背中には「我が人生、一生祭り　上女（あげまん）」の刺繍が施されており、赤いハイヒールを穿いている。なお、他の生徒が1年A組であることが劇中でわかっているが、アゲマンだけは修学旅行に参加予定になっているものの1年A組という明確な描写はない。ショウの元カノ。
1年A組
さくら
演 - 宮脇咲良
『4』の主人公。馬路須加女学園に転校する前で、髪型もショートではなくポニーテールである。また他校のヤンキーに対しあまり関わらないようにしている。
カツゼツ
演 - 兒玉遥
さくらと同じく馬路須加女学園に転校する前で、常にさくらと共に行動している。また、さくらとは対照的に他校のヤンキーに対し挑発的な言動をしている。『マジすか学園5』と同じく晒を巻いているが、制服は肩にかけずに前を開けた状態で袖を通している。さくらとの関係は『5』と同じくライバルではあるが、より友好的。
ナマイキ
演 - 矢吹奈子
制服の上からピンク色のジャケットを重ね着している。右腕をまくって右手首にはオトナとお揃いのブレスレットをしている。靴もお揃いの白だが、スカートはロング丈だが足首まで見えておりオトナよりは短い。常にオトナと行動を共にしている。
オトナ
演 - 田中美久
制服の上から黒のジャケットを重ね着している。左腕をまくって左手首にはナマイキとお揃いのブレスレットをしている。靴もお揃いの白だが、スカートは靴まで隠れるほどの超ロング丈でナマイキよりも長い。常にナマイキと行動を共にしている。
ボウヨミ
演 - 朝長美桜
役名は『HaKaTa百貨店3号館』で演じたヤンキーと同名。頭に「BENDAVIS」の青いニット帽、「SPINNS」の青色のスカジャン・トラを制服の上に着ている。スカートはショート丈。メガホンに「何でいつも台詞でもないのに棒読みなん？」と言われ、本人は「こういうキャラで生まれたけん、しょうがないやろ」と語っていた。メガホン、カクニ、オシリと行動を共にすることが多い。
メガホン
演 - 田島芽瑠
制服はロングスカートのみで、上は黒のキャミソールに赤いシースルーのアウターを合わせ、白のベルトをしている。ボウヨミ、カクニ、オシリと行動を共にすることが多い。
カクニ
演 - 森保まどか
黒のアンダーにグレーのショートタンクトップを合わせ、その上から前開けで制服を着ており、上着もタンクトップに合わせてショート丈でいわゆるヘソ出しになっている。スカートはショートだがサロン（もしくはパレオ）を巻いている。ボウヨミ、メガホン、オシリと行動を共にすることが多い。
オシリ
演 - 松岡菜摘
スカートは制服のロングだが大きなスリットが入っており、インナー、ジャケットはともに黒のレザーを着用。首にロザリオと、左腰に黒のチェーンを着けている。ボウヨミ、メガホン、カクニと行動を共にすることが多い。
ナルシ
演 - 神志那結衣
制服の下に白・青・黄のチェック柄のボレロシャツを着ており、スカートはミニ。革製のチョーカー、青石のロザリオ、羽根のイヤリングなどのアクセサリーをつけている。
ネジ
演 - 穴井千尋
制服の着こなしは普通だが、その上に銅当てをしており、両手に黒のレザーグラブを着けている。
オギ
演 - 多田愛佳
JAPANのデザイン文字のキャップを後ろかぶりし、チェックのデザインジャケットを着ている。スカートはミニ。白のチェーンネックレスをしている。ボウリングが壊滅的に下手。無理に標準語を使って「（博多弁との）バイリンガルやから」と言っている。
チコク
演 - 渕上舞
髪型はツインテール。濃紺のインナーにストライプのシャツを合わせている。スカートはショートで黒のジャージを穿いており左足だけ膝まで上げている。また白のスニーカーを履いている。修学旅行バスの中で他の生徒が大はしゃぎしている中、一人だけ爆睡している。
フクロトジ
演 - 坂口理子
上下とも制服だが、どちらも丈がやたら短く肌の露出が多い。また、上はインナーを着けておらず（着けていないように見える）胸の谷間を露出している。両手には白のレザーグラブを着けており、黒のサイハイブーツを履いている。
ゴウキュウ
演 - 本村碧唯
制服の上に迷彩柄のパーカーを着ており、常にフードを被っている。スカートはショート。首には赤のネックレス、また靴は膝下までのブーツを穿いている。何かあるごとに泣いており、言葉も必ず号泣しながら言う。
カタカナ
演 - 山下エミリー
制服のロングスカートに、黒のワイシャツを着ている。ゴールドのネックレスを下げ、シャツの左胸には缶バッジを3つ着けている。
寺元一茶
演 - CR岡本物語
1年A組担任のメガネ教師。とぼけ顔で気弱な暗い感じの人物で、旅館で生徒が騒いでいても「消灯の時間です、はよ寝て下さい…」「はよ寝るように努力して下さい…」などと叱ることはない。生徒からも気持ち悪がられウザく思われている。さくら、カツゼツ、ネジ以外からは呼び捨てにされている。最終決戦でも木更津連合と生徒たちが対峙する中、話し合いで解決しようと説得する。しかし、自身が話し合いで解決できない局面に追い込まれた時、凛々しい顔立ちになり無類の強さを発揮する。
小池雪乃
演 - 岡部恭子
バスガイド。小太りで厚化粧。

### 木更津ヤンキー軍団
ショウ
演 - 綾小路翔（氣志團）
ミミウチ
演 - 早乙女光（氣志團）
テイガク
演 - 西園寺瞳（氣志團）
タイガク
演 - 星グランマニエ（氣志團）
マスター
演 - 白鳥松竹梅（氣志團）
ケンジ
演 - 松川尚瑠輝
ムメンキョ
演 - 山岸門人

## 主題歌
- 「しぇからしか!」（HKT48 feat. 氣志團）- 11月25日発売[6]。

なおこの楽曲のMVは、木更津の近隣自治体の富津市にある鶴峯八幡神社境内で撮影が行われ、メンバーそれぞれが劇中で着用する衣装で登場するほか、本作品の劇中の映像が多数使用されている。

## ネット局など
ネット局
| 放送対象地域 | 放送局       | 系列                  | 放送日時                                           | 備考   |
| ------------ | ------------ | --------------------- | -------------------------------------------------- | ------ |
| 関東広域圏   | 日本テレビ   | 日本テレビ系列        | 2015年11月29日（日）1:05 - 1:35（28日〈土〉深夜）  | 制作局 |
| 新潟県       | テレビ新潟   | 日本テレビ系列        | 2015年12月24日（木） 1:29 - 1:59（23日〈水〉深夜） |        |
| 日本全国     | 日テレプラス | 日本テレビ系列 CS放送 | 2016年3月27日（日） 1:30 - （26日〈土〉深夜）      |        |

インターネット配信
| 配信サイト | 配信開始日           | 配信分 | 備考                   |
| ---------- | -------------------- | ------ | ---------------------- |
| Hulu       | 2015年11月24日（火） | 48分   | 日本テレビより先行配信 |